# Vit och svart i schack

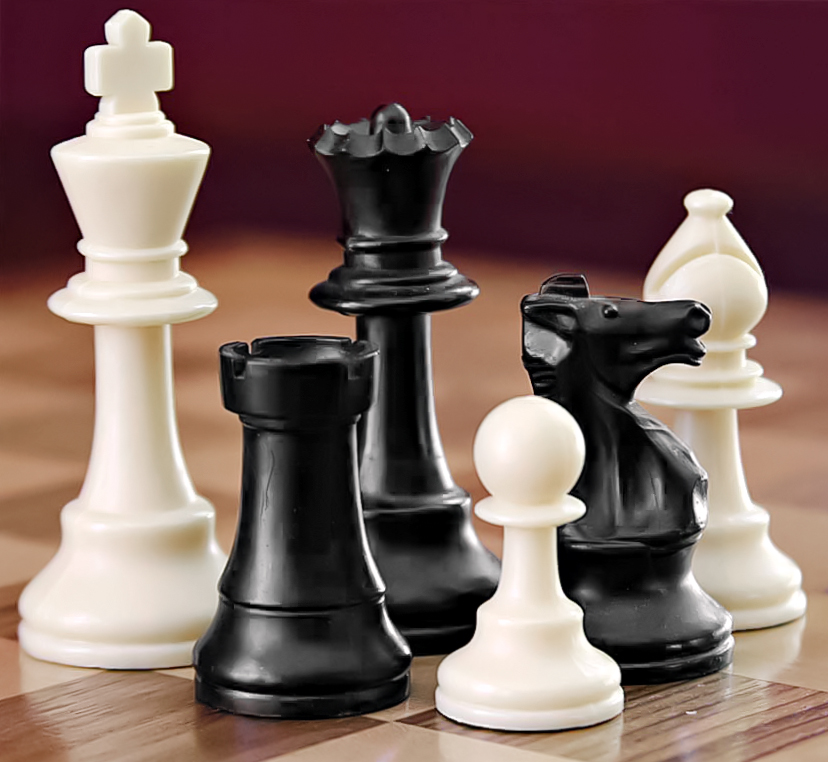
Vita och svarta schackpjäser; från vänster till höger: en vit kung, ett svart torn, en svart dam, en vit bonde, en svart springare och en vit löpare.

Färgerna vitt och svart har en speciell innebörd i schack. Schackbrädet är uppdelat i 64 rutor, där hälften kallas vita, och den andra halvan kallas svarta. Även pjäserna har motsvarande uppdelning. Den spelare som har de vita pjäserna brukar benämnas ”vit” eller ”vit spelare” och vice versa för den som spelar med svarta pjäser. De faktiska färger som används i spelet är dock sällan vita eller svarta, utan snarare ljusa och mörka. När ett bräde och pjäser tillverkas av trä är det vanligt att endast de ”svarta” delarna målas eller oljas med en mörk olja, och de ”vita” delarna får behålla sin ursprungliga färg.
Många påstår att den vita spelaren får en svag fördel från början av spelet, eftersom vit får spela det första draget. Bobby Fischer lär en gång ha sagt att han som vit med ett ytterligare extra drag skulle kunna spela remi mot Gud (som i detta sammanhang symboliserar en personifierad "perfekt spelare").